# Il papero spiritoso
Il papero spiritoso (The Wise Quacking Duck) è un film del 1943 diretto da Robert Clampett. È un cortometraggio d'animazione della serie Looney Tunes, prodotto dalla Leon Schlesinger Productions e uscito negli Stati Uniti il 1º maggio 1943, distribuito dalla Warner Bros. Ha per protagonista Daffy Duck.

## Trama

Daffy distrae il signor Meek con uno spogliarello

Il mite signor Meek si reca nella sua fattoria a decapitare Daffy con un'ascia per farlo arrosto, su ordine di sua moglie. Daffy però non ha intenzione di finire in forno e si nasconde in un mucchio di fieno. Meek colpisce il fieno con l'ascia varie volte, così Daffy finge di essere stato decapitato. Disperato per il proprio gesto, Meek torna in casa. Lì trova Daffy che gli gioca svariati scherzi, finché Meek non si arrabbia e gli intima di entrare nel forno puntandogli contro un fucile. Daffy si toglie le piume come una spogliarellista, distraendo Meek, quindi fugge. Meek insegue Daffy per tutta la casa e subisce i suoi scherzi finché non riesce a sparargli togliendogli tutte le piume, quindi lo mette in forno e lo accende. Quando sente il papero urlare e tossire, però, lo tira subito fuori, ma Daffy è illeso e si sta facendo il bagno nel sugo.

## Distribuzione

### Edizione italiana
Il corto fu doppiato in italiano alla fine degli anni novanta dalla Time Out Cin.ca per la trasmissione televisiva. Non essendo stata registrata una colonna sonora senza dialoghi, nelle scene parlate la musica fu sostituita. Le canzoni rimasero quindi in inglese.

### Edizioni home video
Il corto è incluso nel disco 2 della raccolta DVD Il meglio di Warner Bros.: 50 Cartoon da collezione Looney Tunes.